# Frans Mahn
Frans Mahn (né le 24 juin 1933 à Amsterdam et mort le 26 mars 1995 à Hoofddorp) est un coureur cycliste néerlandais. 

## Biographie
Coureur professionnel entre 1957 et 1967, il fut champion du monde sur route amateurs en 1956 avant de passer chez les professionnels. Après sa carrière, il devient entraîneur.
En 1988, il est diagnostiqué d'un cancer. Passant ses dernières années dans un fauteuil roulant, il meurt le 26 mars 1995.

## Palmarès sur route
- 1952
  - 3e du Tour d'Overijssel
- 1953
  - Tour du Limbourg
- 1956
  -  Champion du monde sur route amateurs
  - 2e du Tour de Hollande-Septentrionale

## Palmarès sur piste

### Championnats nationaux
- Champion des Pays-Bas de vitesse amateurs : 1956
- Champion des Pays-Bas de vitesse : 1966 et 1967 (3e en 1958, 1964 et 1965)

## Distinctions
- Cycliste néerlandais de l'année : 1956